# Campeonato Rondoniense de Futebol de 2019
O Campeonato Rondoniense de 2019 foi a 78.ª edição desta competição futebolística organizada pela Federação de Futebol do Estado de Rondônia (FPF). Disputado por dez agremiações, o torneio começou no dia 2 de fevereiro e foi finalizado em 27 de abril. Ji-Paraná e Vilhenense protagonizaram a decisão, a qual a equipe do Portal da Amazônia saiu vitoriosa.

## Participantes e regulamento
A edição de 2019 foi disputada por dez agremiações, divididas em dois grupos de cinco integrantes cada. Em primeiro momento, os participantes enfrentaram os adversários do próprio chaveamento em embates de turno e returno acumulando pontos. A partir dessa fase, o torneio passou a adotar um sistema eliminatório. As partidas tiveram transmissão da própria organização através de seu canal na plataforma de streaming MyCujoo. No meio televisivo, a transmissão foi exclusiva da RedeTV! Rondônia.
As dez agremiações que participaram do torneio foram:
- Barcelona Futebol Clube
- Sport Club Genus de Porto Velho
- Guajará Esporte Clube
- Guaporé Futebol Clube
- Ji-Paraná Futebol Clube
- Porto Velho Esporte Clube
- Real Desportivo Ariquemes Futebol Clube
- Rondoniense Social Clube
- Sociedade Esportiva União Cacoalense
- Vilhenense Esportivo Clube

## Resumo

### Primeira fase
O campeonato estreou no dia 2 de fevereiro, Real Ariquemes e Porto Velho alcançaram a última rodada já classificados e ambos se enfrentaram para definir a liderança do primeiro grupo. O jogo, no entanto, terminou com uma vitória do Real Ariquemes, e o resultado aumentou a vantagem, consolidando a primeira posição. No outro grupo, um contexto semelhante aconteceu: Ji-Paraná e Vilhenense se encontravam empatados com a mesma pontuação, sendo que o último tinha a vantagem nos critérios de desempates. A igualdade no jogo do dia 31 de março beneficiou o Vilhenense, que manteve a liderança.

### Semifinais
Poucos dias do término da primeira fase, os quatro classificados iniciaram as semifinais. Em 6 de abril, o Porto Velho recebeu o Vilhenense no Aluízio Ferreira de Oliveira. O mandante foi superior na primeira parcial porém não demonstrou eficiência para aproveitar as oportunidades, enquanto outras foram defendidas pelo goleiro adversário. Para deteriorar, o Vilhenense marcou seu gol com Tuquinha. O contexto, contudo, inverteu no segundo tempo. O visitante tinha mais imposição ofensiva e, assim como aconteceu anteriormente, o clube que estava melhor na partida sofreu o gol. No dia seguinte, Ji-Paraná e Real Ariquemes disputaram a segunda semifinal, realizada no estádio Antônio Abreu Bianco. O mandante impôs um ritmo ofensivo desde o início, mas não criou grandes chances. O adversário, por sua vez, começou a equilibrar a partida. Nos últimos minutos, o jogador arrematou no travessão e o jogo terminou sem gols.
Os jogos de volta foram realizados no dia 13 de abril. No estádio Arnaldo Lopes Martins, o Vilhenense triunfou sobre o Porto Velho; contudo, o visitante iniciou a partida bem superior e somente não sofreu gols por causa da atuação de seu goleiro. Aos 26 minutos, China foi o responsável por tirar a igualdade do placar. O gol de empate do Porto Velho, por sua vez, gerou muita controvérsia pois os jogadores adversários contestaram que o autor do tento teria usado a mão. Apesar disso, o mandante voltou a liderar o placar ainda no primeiro tempo. Para o segundo tempo, o Porto Velho tomou as ações ofensivas enquanto o Vilhenense explorou os contra-ataques. O clube conseguiu ampliar nos últimos minutos, decretando a vitória e a classificação para a decisão. Um pouco mais tarde, o Ji-Paraná venceu pelo placar mínimo e obteve a classificação. Jogando no estádio Gentil Valério, as equipes protagonizaram um jogo pacato e sem grande chances. O gol da vitória do visitante foi convertido aos quarenta minutos do segundo tempo, quando o zagueiro André Morosini complementou o escanteio.

### Final
A primeira partida da final entre Ji-Paraná e Vilhenense foi realizada às 17 horas de sábado, 20 de abril, no estádio Antônio Abreu Bianco. Na ocasião, a equipe local controlou as principais ações ofensivas no início porém foi o ímpeto com o passar do tempo. O primeiro tempo foi de boas chances de gols para as duas agremiações e foi finalizado com uma finalização do Vilhenense, que acertou a trave. O visitante marcou o único gol após uma falha defensiva do Ji-Paraná e contou com uma boa atuação do seu goleiro, Gil, para conter as tentativas rivais.
Uma semana depois, os agremiações voltaram a se enfrentar na última partida do torneio. Esta, por sua vez, foi disputada no estádio Arnaldo Lopes Martins, em Vilhena. Logo no começo do jogo, Ariel ampliou a vantagem do Vilhenense, num primeiro tempo por faltas, cartões amarelos e um pênalti desperdiçado pelo Ji-Paraná. O contexto não se alterou e os últimos 45 minutos do campeonato apresentaram mais controvérsias, que refletiram na expulsão do técnico do Vilhenense. Por volta dos vinte minutos, o Ji Paraná empatou num gol contra e este aumentou a quantidade de controversas paralisando o jogo e exigindo a interferência policial. Por fim, o empate beneficiou o Vilhenense, que trinfou no placar agregado e conquistou o primeiro título de sua história.

## Resultados

### Primeira fase

#### Grupo A
- Fonte: Federação de Futebol do Estado de Rondônia

#### Grupo B
- Vilhenense e Ji-Paraná empataram no número de pontos. De acordo com o regulamento, o Vilhenense ficou na primeira posição pela vantagem no critério de desempate, o número de gols marcados.
- Fonte: Federação de Futebol do Estado de Rondônia

### Fase final
|  | Semifinais     | Semifinais | Semifinais | Semifinais |   |            | Final | Final | Final | Final |
|  |                |            |            |            |   |            |       |       |       |       |
|  | Vilhenense     | 1          | 3          | 4          |   |            |       |       |       |       |
|  | Porto Velho    | 1          | 1          | 2          |   |            |       |       |       |       |
|  | Porto Velho    | 1          | 1          | 2          |   | Vilhenense | 1     | 1     | 2     |       |
|  |                |            |            |            |   | Vilhenense | 1     | 1     | 2     |       |
|  |                | Ji-Paraná  | 0          | 1          | 1 |            |       |       |       |       |
|  | Real Ariquemes | Ji-Paraná  | 0          | 1          | 1 | 0          | 0     | 0     |       |       |
|  | Real Ariquemes |            |            |            |   | 0          | 0     | 0     |       |       |
|  | Ji-Paraná      | 0          | 1          | 1          |   |            |       |       |       |       |

- Em itálico, os clubes que possuem o mando de jogo na partida de ida. Em negrito, os vencedores do confronto.

## Ligações suplementares
- «Tabela do Campeonato Rondoniense de 2019». Federação de Futebol do Estado de Rondônia. Arquivado do original em 24 de dezembro de 2019
- «Regulamento do Campeonato Rondoniense de 2019» (PDF). Federação de Futebol do Estado de Rondônia. Arquivado do original (PDF) em 1 de janeiro de 2019